# 利波氏
利波氏（となみし）は、「利波」を氏の名とする氏族。古代日本の砺波郡（現・富山県）の豪族。姓は臣のち宿禰。砺波氏、高志之利波臣とも。

## 概要
利波氏は越中国砺波郡を本拠地とした氏族。『古事記』では孝霊天皇の子・日子刺肩別命の後裔氏族として名がみえる。
奈良時代には、砺波志留志が中央で活躍した。志留志は天平19年（747年）に東大寺盧舎那仏の智識として米3000碩を献上し、无位から一挙に外従五位下の位を授けられた。このときの越中守が大伴家持であることから、志留志の行動を家持の斡旋とみる説も存在する。志留志は砺波郡伊加流伎野に土地を有していたことが確認でき、砺波郡における利波臣の勢力を背景とした大土地所有によって、米3000碩を献上し得たものと考えられる。神護景雲元年（767年）に越中員外介に任じられ、さらに東大寺に墾田100町を献上した功績で外位から内位に移された。砺波・射水・新川三郡の東大寺領の未開田地の検校を担当している。志留志の記録は宝亀10年（779年）に伊賀守に任じられたのを最後に途絶える。
天平勝宝3年（751年）から延喜10年（910年）までの砺波郡司の氏名が残る『越中国官倉納穀交替記』には、志留志の同時代の氏人として、天平宝字3年（759年）の砺波郡少領・利波虫足と宝亀2年（771年）の砺波郡大領・利波真公が確認できる。志留志と虫足・真公の血縁関係は不明であり、どちらを利波臣の嫡流とみるかは諸説が分かれている。『越中国官倉納穀交替記』に従えば、9世紀初頭まで砺波郡の大領・少領の地位は利波臣の独占状態にあった。しかし天長4年（827年）ごろから他氏族の進出が著しくなり、貞観4年（862年）を最後に利波臣は大領の地位を追われている。

## 神社
砺波市と南砺市にある荊波神社には、利波氏の祖神である日子刺肩別命が祀られている。

## 墓
南砺市にある安居寺公園には、利波臣古墳と呼ばれる古墳群があり、利波氏の人間が葬られているとされる。

## 「越中石黒系図」への疑問視
史料の少ない利波臣に関する系譜・伝承を伝えるものとして、砺波地域の在地領主である石黒氏の「越中石黒系図」が注目されてきた。しかし、近年ではその信憑性に疑義が呈されており、幕末～明治期の系図研究者である鈴木真年の作である可能性が指摘されている。
「越中石黒系図」によれば、孝元天皇の孫・武内宿禰の後裔を称する射水氏の支族・利波氏の末裔とされる。しかし、利波臣系（「越中石黒系図」、鈴木真年謄写）と利仁流の系図（「越中礪波郡石黒氏系」、石黒武重所有）で共通するのは石黒光弘くらいである。また、利波氏を伊彌頭国造や武内宿禰の末裔とする史料は存在せず、「越中石黒系図」独自の記述である。
『福井県史』では、
- 「越中石黒系図」では利波臣を孝元天皇の末裔としているが、『古事記』では利波臣は孝霊天皇の皇子・日子刺肩別命の末裔とされている
- 「越中石黒系図」では「若長宿禰（武内宿禰の孫）、道公祖、志賀高穴穂朝定賜三国国造」と記載されているが、北加賀の豪族である道公が三国国造となったとは考えられない

と「越中石黒系図」の問題点が指摘されている。
石黒武重の弟であり、山口大学の名誉教授であった石黒秀雄は、「越中石黒系図」について
- 本来伝わっていたとされる「越中石黒系図」は、昭和9年3月に、系図を所有していた石黒定治の函館市の自宅が火災に遭い、焼失してしまったものの、定治の叔父・良房が明治年間に系図を写しており、それが良房の孫の治男の家に伝わっていた（これが現在の「越中石黒系図」とされるもの）とされるが、実際は現在伝わる「越中石黒系図」は写本などではなく、鈴木真年が作成したものをそのまま所有していたことが判明し、「越中石黒系図」の過去について虚偽の報告がなされていたことが判明した
- 孝元天皇や武内宿禰は実在が不明な人物であり、彼らの末裔を主張するのは系譜の信憑性に欠ける
- 石黒光清から藤兵衛・光増兄弟までの5代の部分について、中世の史料と矛盾する箇所が多々あり、その記述が偽造されたものであることが確定的である
- 本家筋である自家（石黒秀雄の家系）には石黒氏を孝元天皇や武内宿禰の末裔とする伝承や系図が一切存在しない
- 「越中石黒系図」の巻頭に「皇孫部」の書入れがあり、この「皇孫部」という単語は鈴木真年作成の系図にしか登場しないことから、信憑性に欠ける

などの理由から否定的な見解を示しており、石黒氏は実際は藤原利仁の末裔であったと考えられる。